# AS Beauvais Oise
AS Beauvais Oise – francuski klub piłkarski z siedzibą w Beauvais.

## Historia
Association Sportive Beauvais Oise został założony w 1945 jako AS Beauvais-Marissel w wyniku fuzji Véloce Club Beauvaisien i Union Sportive de Voisinlieu. W 1985 klub po raz pierwszy awansował do Division 2. Rok później klub uzyskał status profesjonalny. W drugiej lidze klub występował przez 16 lat w latach 1985-1995, 1996-1999 i 2000-2003. Rok po spadku z drugiej ligi klub stracił status zawodowy. Obecnie klub występuje w trzeciej lidze.

## Sukcesy
- 16 sezonów w Ligue 2: (1985-1995, 1996-1999, 2000-2003)

## Znani piłkarze w klubie
| - Roy Contout - Steve Savidan - Nicolas Florentin - Bruno Metsu - Éric Assadourian - Guillaume Beuzelin - Rémi Maréval - Parfait Mandanda - Stanislas Karwat | - Branimir Subaşiç - Albert Milambo-Mutamba - Mohammed Camara - Mustapha Yatabaré - Fousseiny Tangara - Rahmane Barry - Komlan Assignon - Koffi Olympio |

## Trenerzy
- Vahid Halilhodžić (1993-1994)
- Hubert Velud (2008-2009)